# Virusna hemoragična mrzlica

Virusne hemoragične mrzlice (krat. VHM) oziroma virusne hemoragične vročice so virusne bolezni, ki so razširjene po vsem svetu in ki jih povzročajo arenavirusi, bunyavirusi, filovirusi, flavivirusi in rabdovirusi. Naravni rezervoar virusov so glodavci in nekatere druge živali, prenašajo se preko členonožcev ali pri stiku z živalskimi iztrebki in sečem, med ljudmi pa s telesnimi izločki in krvjo. Začetni simptomi so vročina, bolečine v mišicah, izčrpanost, pri hujših primerih krvavitve v kožo, notranje organe in iz telesnih odprtin; pri fatalnih primerih sledi šok, koma, delirij, konvulzije in večorganska odpoved.

## Znaki in simptomi
Med znaki in simptomi virusnih hemoragičnih mrzlic so po definiciji krvavitve in vročina. 
Skupno vsem virusnim hemoragičnim mrzlicam so vpliv na številne organe in poškodbe krvnih žil. Nekatere virusne hemoragične mrzlice povzročajo blago obliko bolezni, medtem ko določene, na primer ebola ali marburška vročica, potekajo v zelo hudi obliki in lahko povzročijo smrt. Simptomi se lahko razlikujejo. Bolezen nastopi po kratki inkubacijski dobi, ki je redko daljša od 21 dni. Začetni simptomi so neznačilni in zajemajo vročino, utrujenost, vrtoglavico, bolečine v mišicah, kosteh, sklepih, za prsnico in v žrelu, glavobol, splošno oslabelost. Pri kliničnem pregledu so običajno vidne krvavitve v veznico, na koži pa je viden iuzpuščaj. Bolniki s hudo obliko bolezni lahko krvavijo v podkožje, notranje organe ali iz telesnih odprtin. Krvavitve običajno niso življenjsko ogrožajoče. Pri hudih oblikah bolezni lahko pride tudi do šoka, odpovedi ledvic in prizadetosti živčevja s komo, delirijem in krči.

## Povzročitelji
Prepoznanih je pet družin RNK-virusov, ki lahko pri človeku povzročijo virusno hemoragično mrzlico: 
- arenavirusi, med katere spadajo virusi mrzlice lassa in hemoragičnih mrzlic novega sveta (na primer virus Junin, ki povzroča argentinsko hemoragično mrzlico, virus Machupo, ki povzroča bolivijsko hemoragično mrzlico, virus Sabia, ki povzroča brazilsko hemoragično mrzlico in virus Guanarino, ki povzroča venezuelsko hemoragično mrzlico);[1][6]
- bunyavirusi, med katere spada na primer hantavirus, ki povzroča mišjo mrzlico, virus krimsko-kongoške kongoške mrzlice, virus mrzlice doline Rift;[1]
- filovirusi, med katere spadata virus ebole in virus Marburg;[7]
- flavivirusi, med katere spadajo virusi denge, rumene mrzlice, omske hemoragične mrzlice in bolezni kyasanurskega gozda;
- septembra 2012 so raziskovalci poročali o osamitvi virusa iz družine rabdovirusov, ki je dokazano povzročil hemoragično mrzlico pri štirih bolnikih v Demokratični republiki Kongo, pri čemer sta dva bolnika umrla. Bolnika, ki sta bolezen preživela, sta bila zdravstvena delavca, ki sta se okužila v času bolniške oskrbe prvotnih dveh bolnikov, kar kaže na možnost prenosa bolezni iz človeka na človeka.[8]